# Hedvig Charlotta Nordenflycht

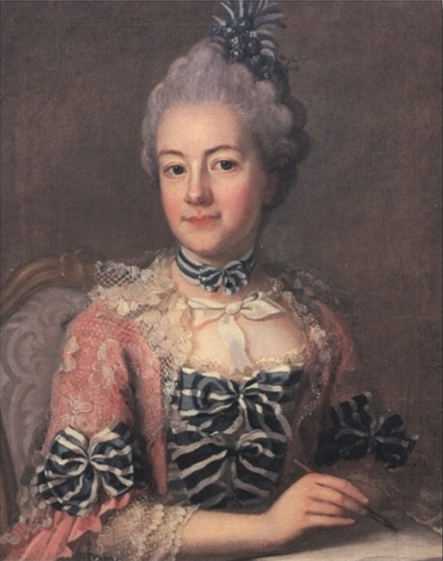
Hedvig Charlotta Nordenflycht

Hedvig Charlotta Nordenflycht (* 28. November 1718 in Stockholm; † 29. Juni 1763 in Lugnet bei Schloss Skokloster) war eine schwedische Schriftstellerin. Sie zählt zu den bedeutendsten Schriftstellern der Zeit der Aufklärung.

## Leben
Hedvig Charlotta Nordenflycht wurde als Tochter des Staatsbeamten Anders Andersson Nordbohm (1675–1734) und der Christina Rosin geboren. 1727 wurde ihr Vater unter dem Namen Nordenflycht geadelt. Obwohl sich die Mädchenerziehung dieser Zeit auf Hausarbeiten beschränkte, nahm sie am Hausunterricht ihres älteren Bruders teil. Johan Tideman führte sie in die Aufklärungstheologie und Philosophie ein. Schon mit 13 Jahren schrieb sie ihre ersten Gedichte. Als sie 16 war, verlobte sie ihr Vater auf dem Totenbett mit Johan Tideman. Die Ehe kam nicht zustande, da Tideman drei Jahre später starb.
1741 heiratete sie den dichterisch begabten Jacob Fabricius (1704–1741), der sie in Französisch unterrichtet hatte. Ihr Mann trat seine erste Pfarrstelle in Karlskrona an. Die Ehe endete acht Monate später durch Fabricius’ Tod. Die Trauer der jungen Witwe fand ihren Ausdruck in der Gedichtsammlung Den sörgande Turtur-Dufwan (Die trauernde Turteltaube) 1743, mit der sie den ersten großen Erfolg hatte.
Hedvig Charlotta Nordenflycht widmete sich in der Folge vorwiegend der Literatur, die für sie zur Grundlage ihres Lebensunterhaltes wurde, da sie weder von ihrem Vater noch von ihrem Mann ein Erbe erhalten hatte. Gedichte für Königin Ulrika Eleonora und andere Mitglieder des Königshauses, sowie Auftragsdichtungen verhalfen ihr ab 1742 zu einem kleinen Einkommen. Zwischen 1744 und 1750 entstanden eine Reihe von Gelegenheitsgedichten, Lehrgedichten, politischen Gedichten und historischen Epen, die in der Sammlung Qwinligit tankespel (Weibliches Gedankenspiel) zusammengefasst sind. 1752 wurde ihr vom Reichstag eine generöse Leibrente ausgestellt, die ihre weitere literarische Arbeit sicherte, und sie wurde zur größten Konkurrentin Olof von Dalins, dessen Stellung als führender Dichter dieser Zeit sie nach und nach übernahm.
Hedvig Charlotta Nordenflycht äußerte sich gerne in politischen und philosophischen Fragen. Nicht zuletzt galt das auch der Stellung der Frau. In mehreren Werken, v. a. Fruentimbers Plikt att upöfwa deras Wett (die Pflicht der Frau, den Verstand zu gebrauchen) 1744 und Fruentimrets försvar (Verteidigung der Frau) 1761, griff sie die Unterdrückung der Frauen durch die patriarchalische Gesellschaft an. Dass die Frau dem Manne unterlegen sei, dass sie dem „schwachen Geschlecht“ angehöre, sei nur der Ausfluss eines „schwachen, männlichen Gehirns“. Männer behandelten Frauen entweder als Göttinnen oder als Wurm, aber wie auch immer sie sie behandelten, sähen sie zu, dass die Frauen von Bildung und qualifizierten Arbeiten ausgeschlossen würden. Nordenflycht meinte, dass es ein Recht und eine Pflicht für Frauen sei, zu lesen und sich zu bilden, um damit Selbständigkeit zu erreichen.
Auf dem Höhepunkt ihrer Karriere traf sie einen wesentlich jüngeren Mann, Johan Fischerström, in den sie sich verliebte. Die Liebesgeschichte endete unglücklich und in ihrem Gedicht Över en hyacint (Über eine Hyazinthe) 1762 beschrieb sie resigniert die unmögliche Liebe. Ein Jahr später starb sie.

## Werke
- 1743 Den sörgande Turtur-Dufwan
- 1744 Fruentimbers Plikt att upöfwa deras Wett
- 1750 Qwinligit tankespel
- 1761 Fruentimrets försvar
- 1762 Över en hyacint